# Xixiangtang
Xixiangtang léase Sisiáng-Tang (en chino, 西乡塘区; pinyin, Xīxiāngtáng qū; literalmente, ‘el malecón de la villa occidental’) es un distrito urbano bajo la administración directa de la Prefectura Nanning en la Región autónoma de Guangxi, República Popular China. Su área es de 1076 km² y su población total para 2020 superó el 1,6 millón de habitantes.

## Administración
El distrito de Xixiangtang se divide en 13 pueblos que se administran en 10 subdistritos y 3 poblados.